# مرکز خرید اینگرم پارک

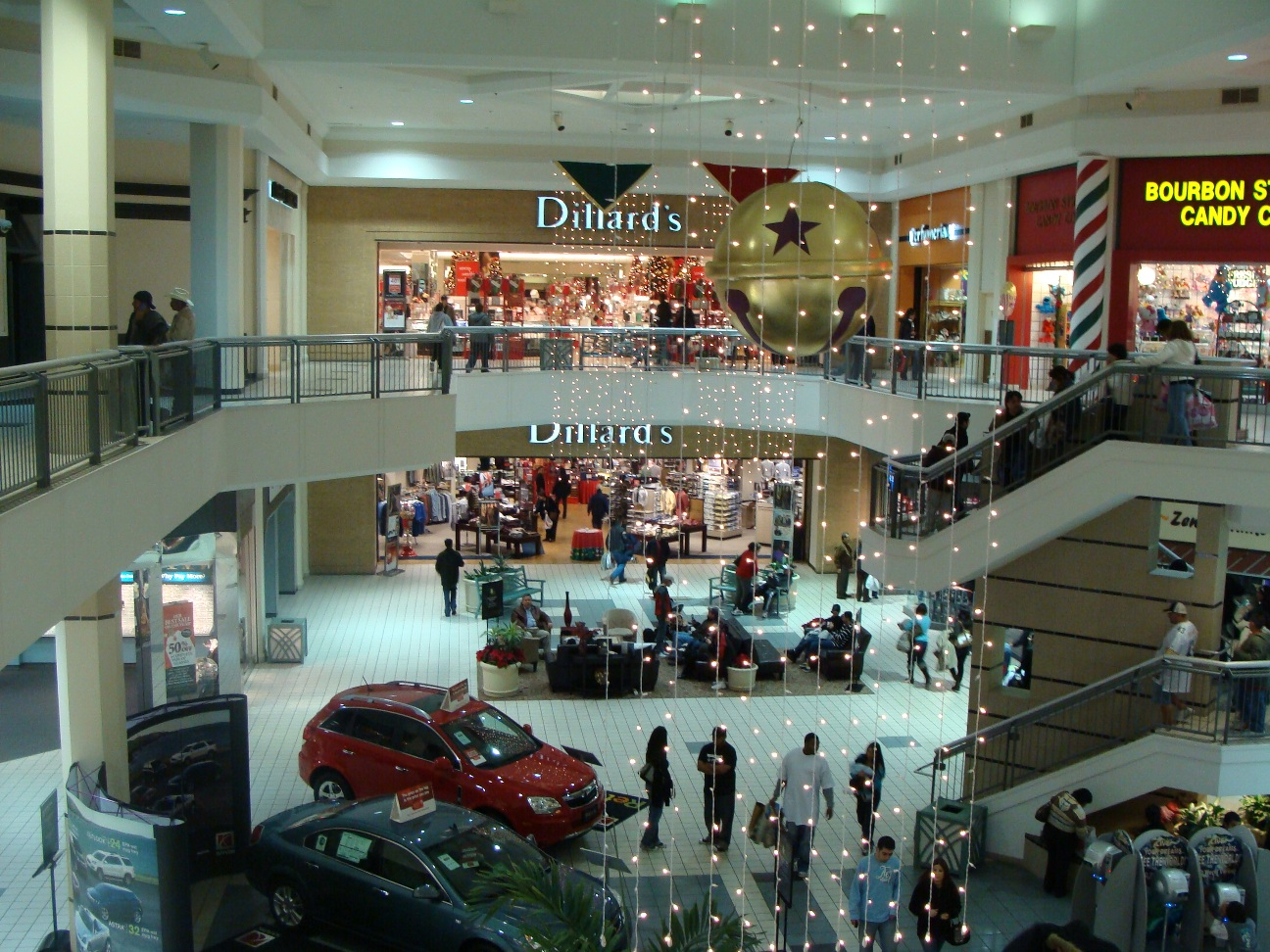

مرکز خرید اینگرم پارک (به انگلیسی: Ingram Park Mall) نام یکی از مراکز خرید بزرگ شهر سن آنتونیو در ایالت تگزاس است.
این مرکز خرید سرپوشیده با ۱۰۵٬۰۰۰ متر مربع زیربنا وسعت در دو طبقه، در سال ۱۹۷۹ تأسیس گردید.